# Holmes Herbert
Holmes Herbert, född 30 juli 1882 i Mansfield, England, död 26 december 1956 i Hollywood, Kalifornien, var en brittisk skådespelare. Herbert medverkade i långt över 200 filmer under åren 1915-1952. Han gjorde relativt stora roller under stumfilmseran i många filmer, men blev efter ljudfilmens genombrott mer av en birolls- och smårollsaktör.

## Filmografi i urval
- 1920 – Dansen går...
- 1929 – Kyssen
- 1931 – Dr. Jekyll and Mr. Hyde
- 1932 – Fasornas hus
- 1933 – Den osynlige mannen
- 1934 – Greven av Monte Cristo
- 1935 – Kapten Blod
- 1937 – Prinsen och tiggaren
- 1939 – Lilla prinsessan
- 1939 – Sherlock Holmes - professor Moriartys sista strid
- 1940 – Utrikeskorrespondenten
- 1942 – Över allt förnuft
- 1942 – Sherlock Holmes och det hemliga vapnet
- 1946 – Svarta handsken
- 1951 – Piratdrottningen